# Grosshöchstetten
Grosshöchstetten (toponimo tedesco; fino al 1896 Höchstetten) è un comune svizzero di 4 149 abitanti del Canton Berna, nella regione di Berna-Altipiano svizzero (circondario di Berna-Altipiano svizzero).

## Storia
Il 1º gennaio 2018 ha inglobato il comune soppresso di Schlosswil.

## Monumenti e luoghi d'interesse

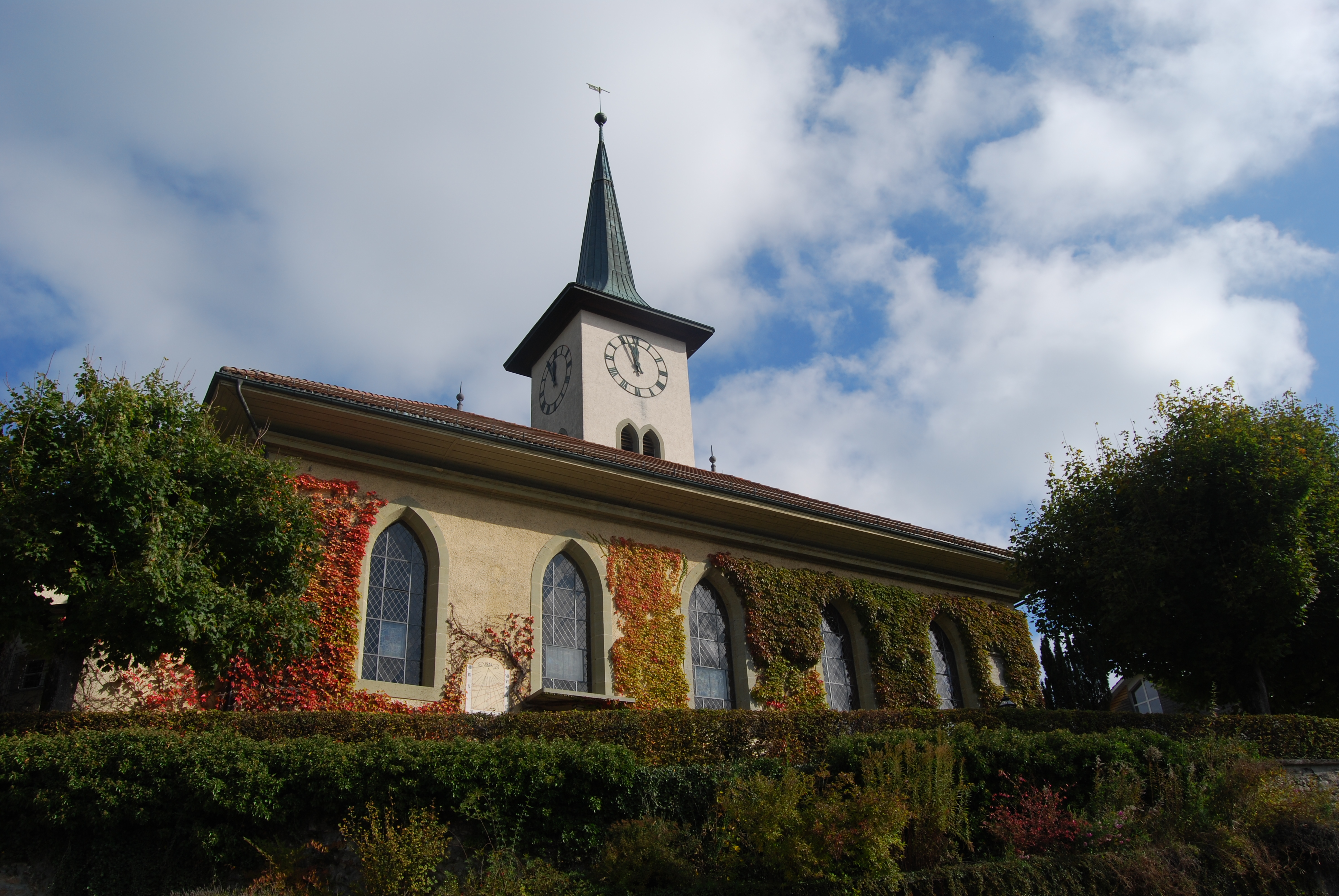
La chiesa riformata

- Chiesa riformata (già di Santa Maria), eretta nell'XI secolo e ricostruita nel 1811[1].

## Società

### Evoluzione demografica
L'evoluzione demografica è riportata nella seguente tabella:
Abitanti censiti

## Geografia antropica

### Frazioni
- Schlosswil[5]
  - Öli
  - Thali
  - Untere Mühle
  - Weiergut

## Infrastrutture e trasporti
Grosshöchstetten è servito dall'omonima stazione sulla ferrovia Burgdorf-Thun.

## Amministrazione
Ogni famiglia originaria del luogo fa parte del cosiddetto comune patriziale e ha la responsabilità della manutenzione di ogni bene ricadente all'interno dei confini del comune.